# Rzymski dyplom wojskowy
Dyplom wojskowy (łac. diploma, l.mn. diplomata) – współczesne określenie rzymskich dokumentów potwierdzających zwolnienie żołnierza z wojska i nadanie mu przez cesarza obywatelstwa rzymskiego w nagrodę za wierną służbę. Dyplom, spisany na dwóch brązowych tablicach, był potwierdzoną notarialnie kopią oryginalnej constitutionis (edyktu cesarskiego), sporządzanej przez urzędników cesarskich i wystawionej na widok publiczny w Rzymie. Żołnierz potwierdzał nim swoje prawa w miejscu osiedlenia, najczęściej po 25 (lub więcej) latach służby.
Pierwsze dyplomy przyznawano już w czasach pryncypatu. Nadawanie obywatelstwa żołnierzom, którzy zasłużyli się na rzecz Rzymu, ułatwiało romanizację prowincji cesarstwa, a także zwiększało bazę rekrutacyjną dla legionów. W 212 Constitutio Antoniniana przyznała obywatelstwo rzymskie wszystkim wolnym mieszkańcom imperium, tym samym czyniąc wystawianie nowych dokumentów dla większości weteranów niepotrzebnym. Mimo tego jeszcze do końca III wieku n.e. wystawiano dyplomy weteranom jednostek floty, gwardii pretoriańskiej i cohortum urbanarum. W IV wieku Rzym zaczął wystawiać podobne dokumenty potwierdzające nabycie praw weterana, niezwiązane jednak z prawami obywatelskimi.
Do naszych czasów zachowało się przynajmniej tysiąc spośród prawdopodobnie setek tysięcy diplomatum, choć większość z nich jedynie we fragmentach. Ze względu na precyzyjne datowanie i ilość zawartych w nich informacji, rzymskie dyplomy wojskowe są cennym źródłem historycznym na temat Cesarstwa Rzymskiego, jego armii i floty.

## Opis fizyczny
Dyplomy wojskowe różniły się między sobą rozmiarem, wielkością liter, masą i jakością wykonania, jednak wszystkie wykonywano wedle jednego, standardowego wzorca. Zazwyczaj były stosunkowo niewielkie, poręczne i łatwe w transporcie. Najmniejsze znane egzemplarze mają ok. 10×12 centymetrów, największe ok. 16×21 cm.
Jeden z najlepiej zachowanych przykładów został wydobyty z dna Sawy w roku 1997 i znajduje się w muzeum regionalnym w Slavonskim Brodzie w Chorwacji. Dyplom ten, wystawiony 9 lutego 71 roku w imieniu cesarza Wespazjana dla centuriona Floty Miseńskiej podpisanego jako Liccaivs Birsi F. Masunnia, mierzy 16,8×13,1 cm i waży 727,8 grama. Znajdowane są również dużo cieńsze i lżejsze egzemplarze, jak dyplom z 14 października 109 złożony z dwóch tabliczek o grubości zaledwie ok. 1 mm i masie ok. 70 gramów każda.

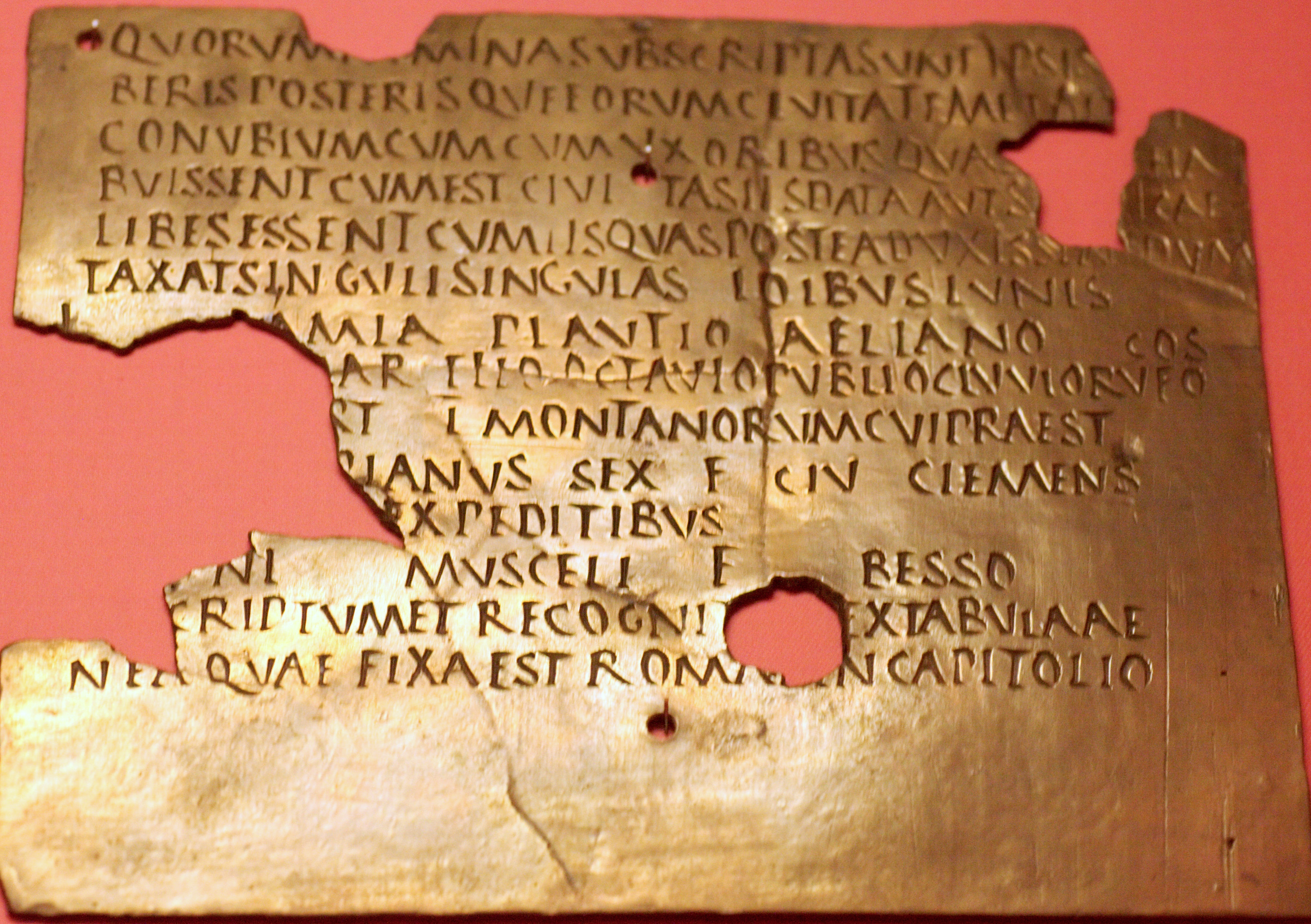
Fragment wewnętrznej strony dyplomu z czasów Wespazjana wystawionego dla pieszego Soionusa Muscelli z Bessów, weterana I Kohorty Górskiej

Każdy dyplom wojskowy składał się z dwóch tabliczek z brązu (przez historyków nazywanych z łacińska tabula 1 i tabula 2), zapisanych po obu stronach, spiętych brązowym lub miedzianym drutem poprzez dwa, trzy lub cztery otwory wywiercone pośrodku i ewentualnie wzdłuż jednego z dłuższych boków. Drut zabezpieczano pieczęciami świadków umieszczonymi w specjalnym kartuszu. Specjalna klapka w formie trzech brązowych blaszek lub deszczułek chroniła odciśnięte w materii organicznej pieczęcie przed zniszczeniem lub uszkodzeniem. Wspomniany wyżej przykład ze Slavonskiego Brodu jest jednym z niewielu, na którym zachował się nie tylko kartusz, ale i zawarte w nim pieczęcie świadków.
Zewnętrzne strony dyplomów odlewano z brązu wraz z tekstem metodą wosku traconego, następnie tekst na wewnętrznych stronach był ryty za pomocą dłuta. Tabliczki zapisane były rzymską kapitałą kwadratową (łac. capitalis quadrata) z obu stron. Zewnętrzna strona tabulae 1 zawierała treść dyplomu, zewnętrzna strona tabulae 2 – podpisy świadków, siedmiu szanowanych obywateli rzymskich, i kartusz z ich pieczęciami. Na wewnętrznych stronach obu tabliczek znajdował się ten sam tekst, co na stronie pierwszej, tyle że zapisany horyzontalnie.
Prawdopodobnie to wewnętrzna wersja, zapisana nieco większymi literami, chroniona przed zniszczeniem i uroczyście zabezpieczona pieczęciami, była właściwą kopią cesarskiej constitutionis przechowywanej w Rzymie. Świadkowie swoimi pieczęciami potwierdzali, że dokument jest wierną, uwierzytelnioną kopią (łac. epistula missoria) oryginalnego dokumentu prawnego (łac. lex data). Zewnętrzny tekst był przeznaczony do codziennego użytku, jako swoisty dokument tożsamości. W razie potrzeby urzędnik w miejscu osiedlenia weterana mógł złamać pieczęcie i sprawdzić tekst zapisany wewnątrz, co prawdopodobnie było formą zabezpieczenia przed fałszerstwem. Prawdopodobnie z czasem znaczenie wewnętrznych stron zmalało, bowiem zaczęto sporządzać je mniej starannie, a między treścią widoczną na zewnątrz dokumentu a jej powtórzeniem na wewnętrznych stronach coraz częściej występowały niewielkie różnice.

## Treść edyktu cesarskiego i dyplomu

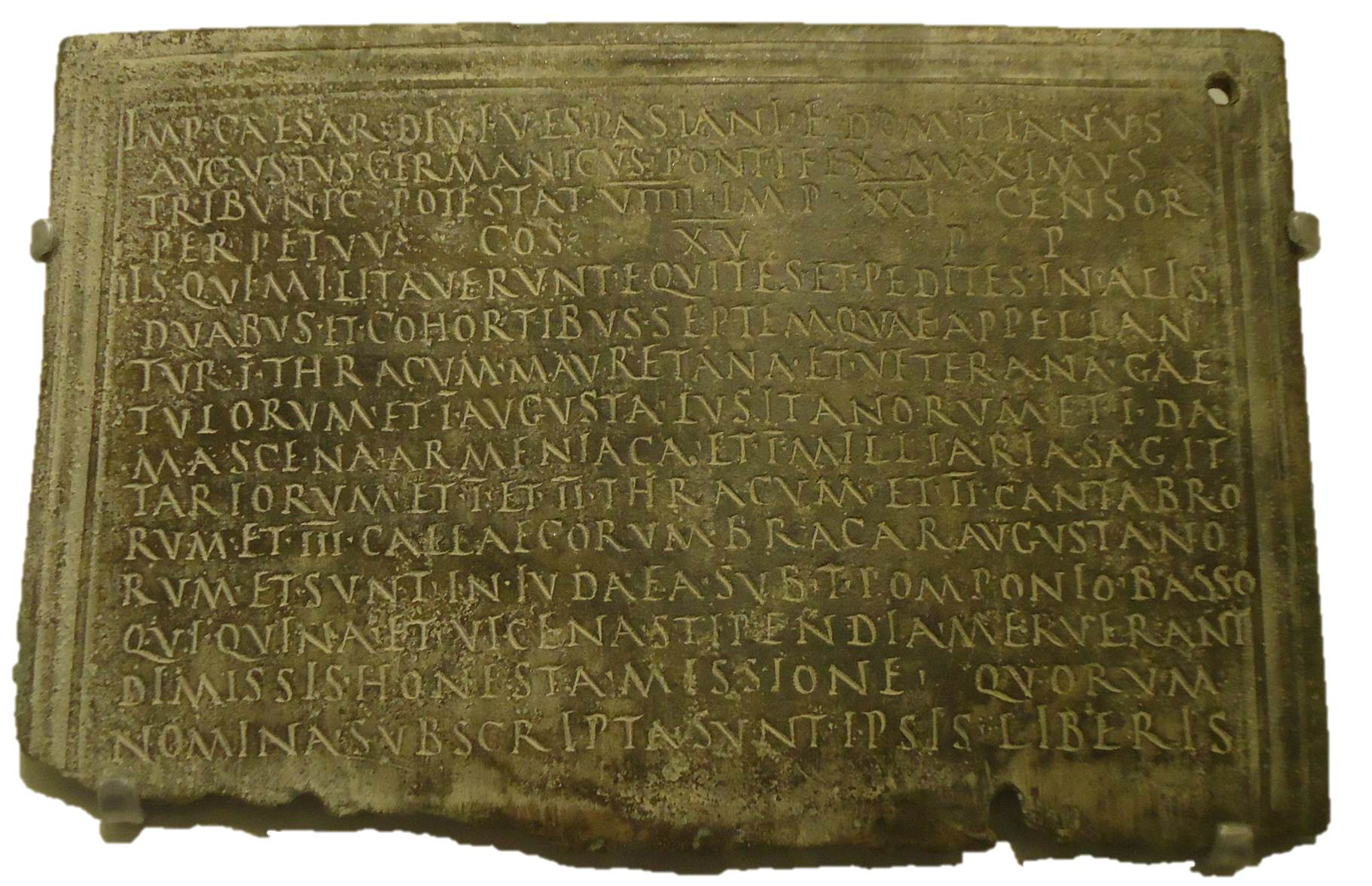
Wewnętrzna strona dyplomu wystawionego w 90 n.e. dla żołnierza stacjonującego w Judei w jednej z jednostek dowodzonych przez Tytusa Pomponiusza Basso

Choć na przestrzeni wieków treść dyplomów nieznacznie się zmieniała, ich podstawowa struktura wyglądała bardzo podobnie, niezależnie od czasów, regionu i rodzaju sił zbrojnych. Typowy dokument zawierał stałą formułę prawną, którą cesarscy skrybowie uzupełniali o szczegóły dotyczące konkretnego weterana.
Dokument zaczynał się od imienia aktualnie rządzącego cesarza, wraz z pełną tytulaturą, rokiem panowania, imieniem ojca i pełnionymi urzędami. Następnie dyplom podawał listę wszystkich jednostek objętych daną constitutione, w tym szczegółową listę ali jazdy i kohort piechoty, wraz z ich miejscem stacjonowania, numerami i nazwami, a często także tytułami honorowymi. Często edykty wystawiano hurtowo weteranom wszystkich jednostek stacjonujących na danym obszarze, dzięki czemu z jednego tylko dokumentu można odtworzyć rozlokowanie jednostek armii rzymskiej w danym okresie. Znane są jednak edykty obejmujące jedynie weteranów jednej jednostki, a nawet pojedynczych żołnierzy. Po liście jednostek następowała nazwa prowincji i nazwisko aktualnie rządzącego nią konsula lub pretora, będącego formalnie dowódcą jednostek rzymskich na danym terenie.
Po tym wstępie następowała formuła przyznania obywatelstwa wraz z wymaganiami, które spełnił obdarowany (na przykład „spełnił honestam missionem”, albo „odznaczył się męstwem w boju”). Treść tej formuły najbardziej zmieniała się na przestrzeni wieków. Formułę opatrzano datą dzienną przyznania obywatelstwa zapisywaną na sposób rzymski, a także nazwiskami dwóch aktualnie urzędujących konsulów, dzięki czemu współcześnie możliwe jest odtworzenie dokładnej daty wydania dokumentu.
Po formułach prawnych następowała część osobista, dostosowywana każdorazowo do konkretnego żołnierza. Podawano w niej jego nazwisko, rodowód i pochodzenie, ale także nazwę ostatniej jednostki w której służył (korespondującej z jedną z jednostek wymienionych w części prawnej powyżej), jego rangę i nazwisko dowódcy. Jeśli żołnierz był żonaty (lub w trwałym związku, który dyplom legitymizował), dokument podawał również rodowód i imiona żony i jej ojca, a przed około 140 n.e. często także imiona i ich synów i córek.
Na koniec następowała standardowa formuła potwierdzająca, że tekst został „spisany i potwierdzony z tablic przechowywanych w Rzymie za świątynią Augusta, przy pomniku Minerwy”. Wcześniej, do ok. 88 n.e., tablice eksponowane były w różnych miejscach na Kapitolu.
Treść przykładowego dyplomu datowanego na 10 sierpnia 110
Tekst łaciński
IMP CAES DIV NERV F NERVA TRAI AVG GER DAC

PONT MAX TR P XIIII IMP VI COS V PP

PEDITIBVS ET EQVITIBVS QVI MILITANT IN COH I

BRITTONVM M VLPIA TORQVATA P F C R QVAE

EST IN DACIA SVB D TERENTIO SCAVRIANO QVORVM

NN SVBSCRIPTA SVNT PIE ET FIDELITER EXPEDITIONE

DACICA FVNCTIS ANTE EMERITA STIPEDIA CIV R DEDIT

A D III IDVS AVG

DARNITHETHI

L MINICIO NATALE

Q SILVANO GRANIANO COS

PEDITI

M ULPIO ADCOBROVATI F NOVANTICONI RATIS

DESCRIPTUM ET RECOGNITUM EX TABULA AENEA QUAE

FIXA EST ROMAE IN MURO POST TEMPLUM

DIVI AUG AD MINERVAM
Tłumaczenie polskie
Imperator Cezar, syn boskiego Nerwy, Nerwa Trajan August Germanik Dacki,

Najwyższy Kapłan, trybun ludowy po raz

czternasty, wybrany Imperatorem wojsk po raz szósty, konsul po raz piąty, Ojciec Ojczyzny.

Piesi i konni służący w odznaczonej naszyjnikiem, tytułami

obywateli rzymskich i lojalnych i wiernych Pierwszej Kohorcie Ulpijskiej tysiąca Brytów, która

stacjonuje w Dacji pod Decimusem Terencjuszem Scaurianusem, których

imiona wymienione są poniżej i którzy wierną i lojalną służbą w kampanii

dackiej zasłużyli się, przed ukończeniem lat służby wojskowej otrzymują rzymskie obywatelstwo.

Trzeciego dnia przed idami sierpniowymi.

W Darnithethis.

Za konsulatu Lucjusza Miniciusa Natalisa

i Kwintusa Silwanusa Granianusa.

Pieszemu

Markowi Ulpiuszowi Novantico, synowi Adcobrovatusa, z Ratae.

Spisano i potwierdzono z tablicy

umieszczonej w Rzymie na murze obok świątyni

boskiego Augusta przy Minerwie

## Tło historyczne

### Obcyw armii rzymskiej

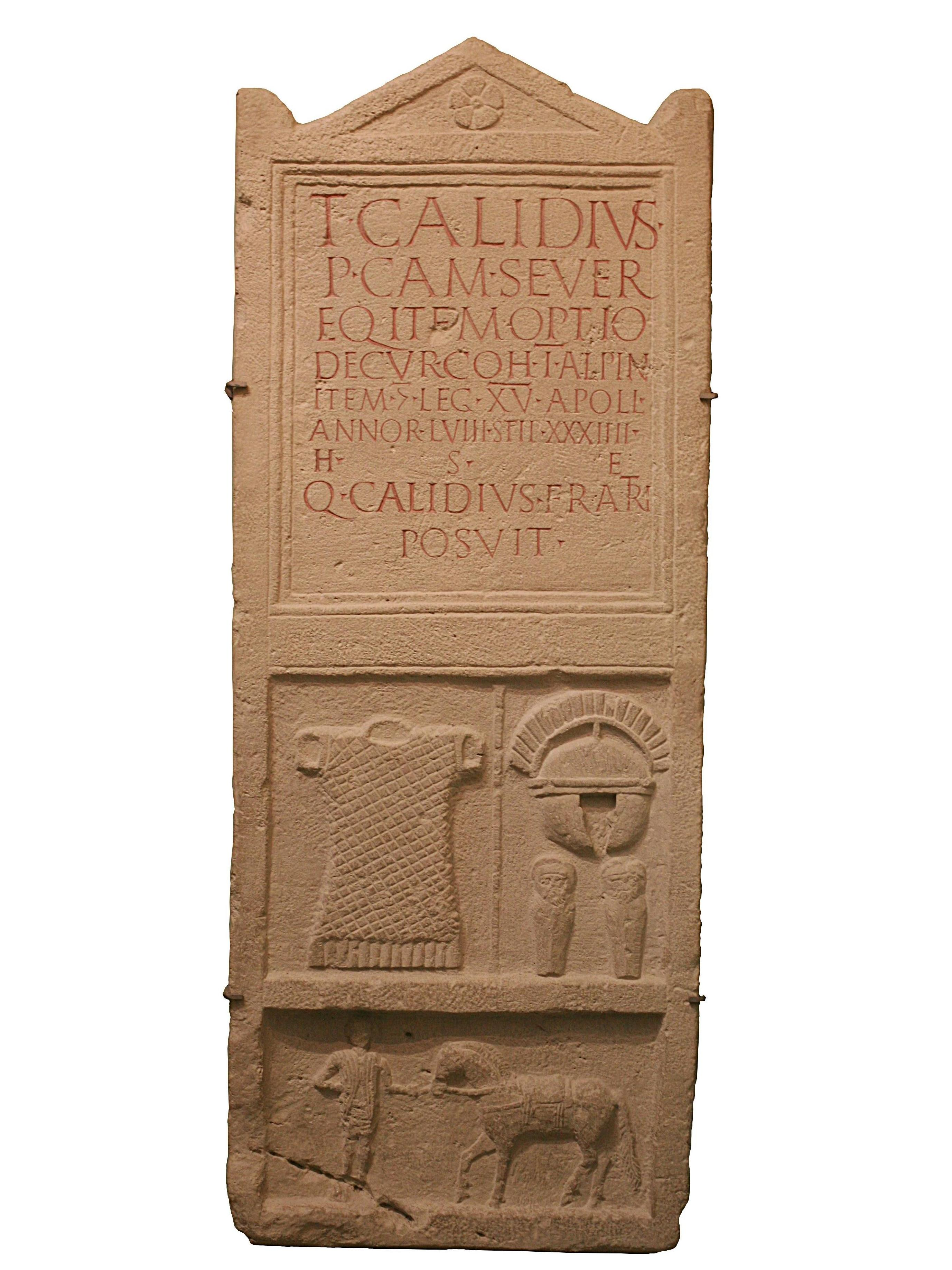
Nagrobek Tytusa Kalidiusa Sewera, żołnierza auxilii cohors I Alpinorum, który ze stopnia zwykłego kawalerzysty dosłużył się rangi optio. Po 25 latach służby uzyskał obywatelstwo rzymskie i wstąpił do Legio XV Apollinaris, w którym odsłużył kolejne 9 lat w randze centuriona.

Trzon armii rzymskiej stanowiły legiony, których żołnierze rekrutowani byli niemal wyłącznie spośród obywateli Rzymu. Jednak już w czasach pryncypatu większość wojsk stanowiły rozmaite auxiliae, czyli jednostki rekrutowane w większości spośród mieszkańców cesarstwa o statusie peregrines. Osoby pozbawione obywatelstwa służyły też w jednostkach pretorianów, Equites Singulares Augusti, a nawet w dbających o bezpieczeństwo Rzymu jednostkach cohortes urbanae. Jako że Rzymianie nie mieli równie silnych tradycji morskich co wielu ich adwersarzy w obrębie Morza Śródziemnego, także flota rzymska składała się w dużej mierze z żołnierzy pochodzących spoza Italii.
Auxiliae wywodziły się z jednostek pomocniczych, rekrutowanych w odległych prowincjach spośród nie-obywateli w czasie zagrożenia wojennego. Jednak już w I wieku n.e. auxilia została zreorganizowana w jednostki zbliżone do legionów strukturą organizacyjną, uzbrojeniem i taktyką. Mobilizację w wypadku wojny zastąpiono corocznym poborem ochotników, przeprowadzanym wedle określonych wcześniej planów. O ile wcześniej skład, uzbrojenie i wewnętrzna organizacja takich jednostek zależała głównie od ich dowódcy, w początkach imperium wszystkie dostosowano do wspólnego standardu i podzielono na centurie i kohorty (ich odpowiednikiem w kawalerii były turmae i alae). Choć standaryzacja nigdy nie postąpiła tak daleko jak w przypadku legionów i poszczególne kohorty często zachowywały specyficzny narodowy charakter, w praktyce auxilia stała się równie efektywną siłą bojową, co złożone z obywateli Rzymu legiony. Choć kilka wieków później podobny napływ nie-Rzymian w szeregi armii przyczynił się do upadku cesarstwa, w pierwszych wiekach naszej ery zaowocował raczej przyspieszoną romanizacją podbitych prowincji.
Jeszcze około roku 24 n.e., za czasów Tyberiusza, siły auxilii i legionów były w równowadze, w obu służyło po około 125 tysięcy żołnierzy. Jednak już pod koniec I wieku w auxilii służyło ponad półtora raza więcej żołnierzy, niż w „obywatelskich” legionach. Do czasów Septymiusza Sewera (ok. 211 roku n.e.) siły legionów urosły do 182 tysięcy osób, gdy tymczasem siły auxilii do 250 tysięcy. Podobnie jak w legionach, żołnierze formacji złożonych z nie-obywateli służyli niemal przez całe życie: często wstępowali do wojska tuż po osiągnięciu dorosłości, a cywilne życie zaczynali dopiero po 25, 30 czy nawet 40 latach służby. W czasach Antoninusa Piusa ćwierć wieku służby stało się normą, ale liczne wyjątki od niej pojawiały się na pewno jeszcze w III wieku.

### Status weterana armii Cesarstwa Rzymskiego
Około połowa żołnierzy Rzymu uzyskiwała na koniec służby status weterana, reszta umierała bądź ginęła w czasie służby, lub też odchodziła z niej bez uzyskania honestae missionis. Żołnierze zazwyczaj przez cały okres służby byli w stanie zgromadzić spory zapas gotówki. Wprawdzie żołd wojskowych służących w jednostkach auxilii był raczej skromny, a jego część żołnierze wydawali na swoje utrzymanie, otrzymywali także premie od dowódców (donativum i praemia), a znaczącym źródłem dochodów był dla nich handel łupami wojennymi zdobytymi podczas wojen. Na zakończenie służby wielu żołnierzy mogło liczyć na jednorazową premię (viaticus) oraz na nadanie ziemi pod uprawę. Wprawdzie była ona obłożona dwudziestoletnim zakazem sprzedaży, co poważnie ograniczało możliwości brania pożyczek pod jej zastaw, ale już w czasach Republiki zakaz ten powszechnie ignorowano. Nadania ziemi były powszechne w czasach republikańskich; wprawdzie Oktawian August zastąpił je finansową premią, ale i później zdarzały się sytuacje przyznania weteranom ziemi, zwłaszcza w peryferyjnych prowincjach.

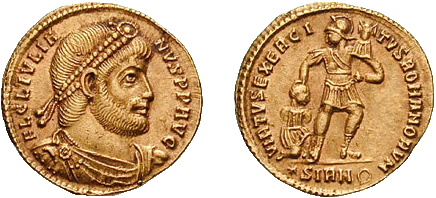
Złoty solid cesarza Juliana wychwalający „męstwo Armii Rzymskiej”

Żołnierze, którzy w młodości wstąpili do armii jako przedstawiciele wielu podbitych przez Rzym ludów, opuszczali jej szeregi gruntownie zromanizowani. Jako obywatele rzymscy osiedlali się najczęściej w krajach pochodzenia lub w canabae w pobliżu miejsca stacjonowania swojej jednostki, gdzie integrowali się z lokalnymi elitami i przyczyniali się do urbanizacji słabo zaludnionych regionów. Ich doświadczenie wojskowe pomagało chronić peryferyjne prowincje cesarstwa przed najazdem plemion barbarzyńskich, ich synowie często wstępowali także do legionów.
Poza prawami wynikającymi z pełnego obywatelstwa, weterani obdarzani byli także dodatkowymi przywilejami. W sprawach karnych nie wolno było skazywać ich na karę chłosty ani na rzucenie dzikim zwierzętom na pożarcie, podobnie jak dekurioni byli także chronieni przed skazaniem na prace publiczne czy roboty w kopalniach. Oktawian, a po nim Domicjan zwolnili weteranów od obciążeń celnych i od rozmaitych munera, jak służba wartownicza czy praca przy naprawie kanałów irygacyjnych. Immunitet obejmował także rodziców weterana, jego małżonkę i dzieci. Przysługiwał im także pięcioletni okres po zakończeniu służby, podczas którego nie mogli być wyznaczani do wykonywania innych liturgii.

### Znaczenie obywatelstwa w społeczeństwie Rzymu
Rzymskie społeczeństwo było silnie ustratyfikowane, jednak w przeciwieństwie do wielu społeczeństw współczesnych rasa, religia czy pochodzenie grały w nim o wiele mniejszą rolę, niż status społeczny, przynależność do rzymskiej cywilizacji i fakt posiadania obywatelstwa. Obywatelstwo było prawnym odzwierciedleniem ideałów Romanitas, „rzymskości”. W praktyce jednak obywatelstwo rzymskie było konceptem wyjątkowo złożonym, rozróżniano wiele różnych jego klas. Właściwy obywatel rzymski (łac. civis romanus, l.mn. cives romani) należał do społecznej elity państwa i był objęty rzymskim prawem cywilnym (łac. ius civile, dosłownie „prawem obywatelskim”).

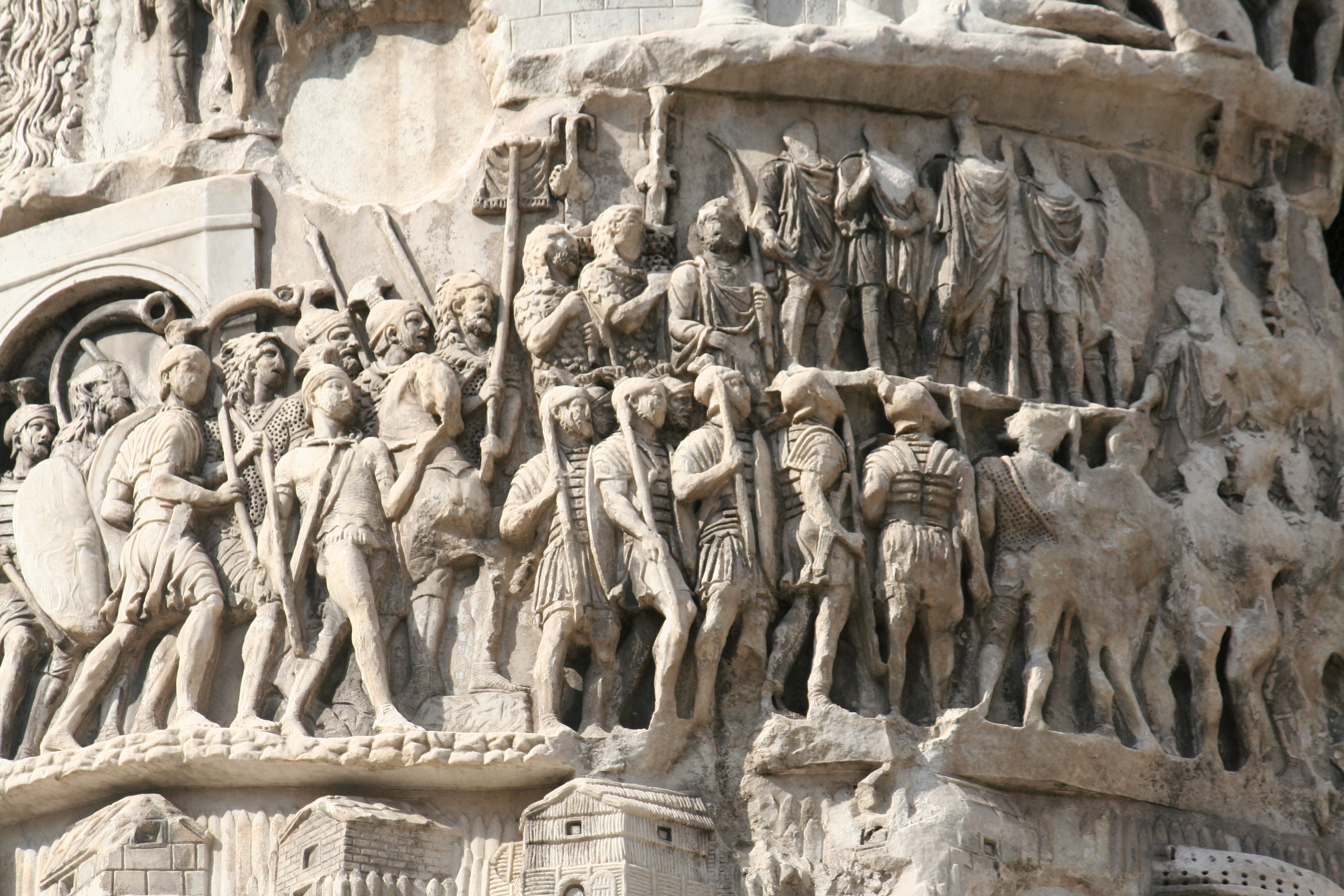
Wbrew obiegowej opinii większość auxiliares walczyła jako ciężka piechota podobna do legionów, choć od legionistów odróżniało ich nieznacznie wyposażenie. Widocznym wyróżnikiem była tarcza: zamiast tarcz kwadratowych (scutum) używali owalnych (clipeus).

Jednak nawet w obrębie tej grupy równość wobec prawa nie przekładała się na identyczny zakres możliwości: nie każdy obywatel miał prawo do posiadania własności (łac. ius commercii), do zawierania małżeństw (łac. ius connubii), czynne i bierne prawo wyborcze (odpowiednio łac. ius suffragiorum i ius honorum). Dwóch ostatnich pozbawione były kobiety, a także socii, czyli sojusznicy Rzymu z innych rejonów Półwyspu Apenińskiego objęci osobnym ius latinum. Osobny status przysługiwał również wyzwoleńcom.
Natomiast w czasach imperium olbrzymia większość (ok. 80–90 procent) osób mieszkających na jego terenie posiadała status peregrini, „obcokrajowców”. Nie obejmowało ich prawo rzymskie, a jedynie ius gentium, które w sprawach karnych zdawało ich na łaskę cesarskiego legata. Prawo to nie chroniło ich przed torturami, odpowiedzialnością zbiorową ani nie pozwalało im na odwołanie od wyroku do samego cesarza. W sporach prawnych z osobami posiadającymi obywatelstwo rzymskie peregrini stali na straconej pozycji, bowiem ius civile było traktowane jako prawo nadrzędne wobec lokalnych praw i zwyczajów, w tym dotyczących własności i dziedziczenia. Obywatele byli też zwolnieni od dwóch najważniejszych danin: pogłównego (łac. tributum capitis) i podatku gruntowego (łac. tributum soli). Nie-obywatele nie mogli również służyć w legionach rzymskich, a jedynie w auxilii. Choć oba typy jednostek uzbrojone były niemal tak samo, walczyły ramię w ramię w bitwach, wedle tych samych zasad i w tych samych rolach, legioniści byli o wiele lepiej wynagradzani.

### Formalizacja nadawania obywatelstwa weteranom
Pierwsze nadania obywatelstwa w zamian za służbę wojskową stosowano już w czasie wojny ze sprzymierzeńcami (91–88 p.n.e.), zachowała się do naszych czasów tablica (tzw. brąz z Ascoli) poświadczająca przyznanie przez Gnejusza Pompejusza Strabona obywatelstwa grupie ok. 30 kawalerzystów z Hispanii, weteranów jednostki turma Salluitana, którzy odznaczyli się w bitwie pod Asculum. Nadanie obywatelstwa nastąpiło jeszcze na polu bitwy (virtutis causa) i było formą odznaczenia za męstwo.

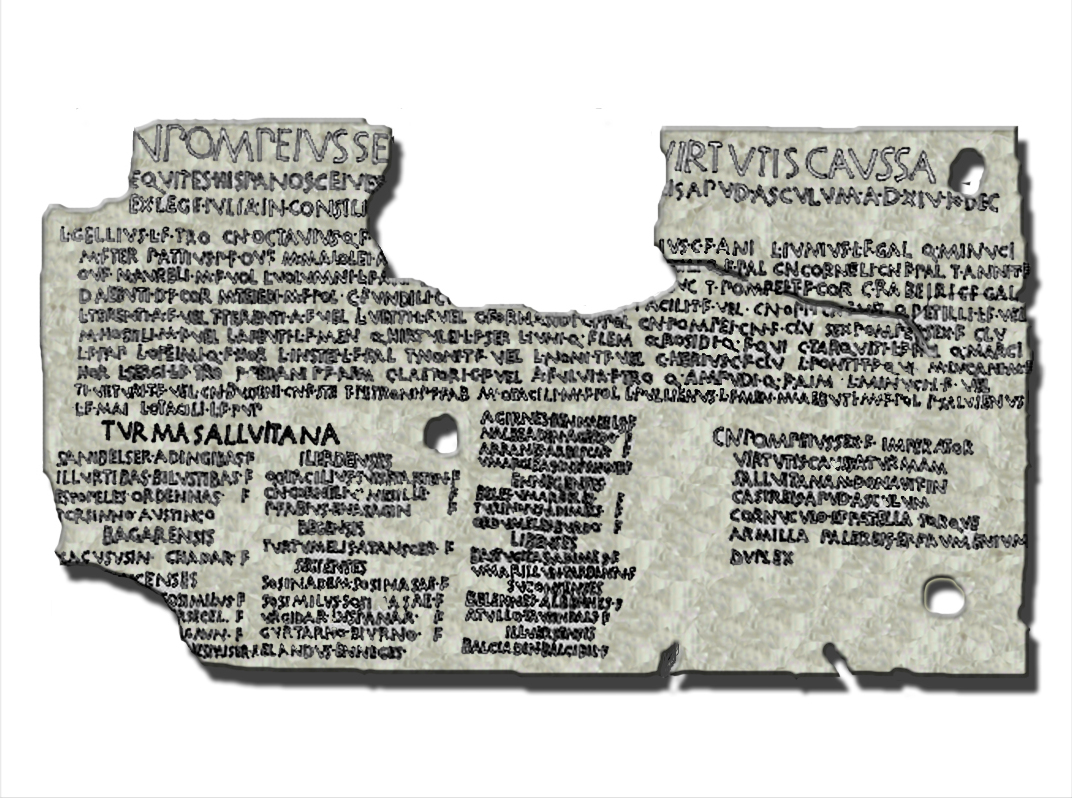
Reprodukcja tzw. brązu z Ascoli będącego swoistym pierwowzorem późniejszych dyplomów wojskowych

Początkowo jednak przywilej ten nadawany był raczej oszczędnie i tylko w wyjątkowych okolicznościach. Z czasem zarezerwowali go dla siebie cesarze, pojawiła się również tradycja nagradzania nie tylko za wyjątkowe męstwo, ale także za długotrwałą służbę. Z czasów dynastii julijskiej nie zachował się do współczesności ani jeden dyplom, co można tłumaczyć wyjątkową skrupulatnością, z jaką Oktawian August, Tyberiusz i Kaligula oceniali zasługi kandydatów do wszelkich nagród i godności.
Ostatecznie zwyczaj sformalizował około roku 52 cesarz Klaudiusz (41–54 n.e.), a po nim cesarz Wespazjan, za którego rządów nadania obywatelstwa stały się dużo częstsze i na stałe weszły do tradycji wojskowej Rzymu. Zdaniem A.N. Sherwin-White’a Klaudiusz najwyraźniej liczył na to, że „zasieje plon obywatelstwa” w odległych prowincjach imperium, dzięki czemu będzie możliwa ich romanizacja i latynizacja w podobny sposób, jak za czasów republiki udało się zasymilować mieszkańców Hiszpanii Betyckiej i Galii Narbońskiej.
Za czasów Klaudiusza i Nerona dyplomy przyznawano niemal wyłącznie żołnierzom w trakcie ich służby, z czasem większość zaczęli stanowić weterani. Zgodnie z nowym prawem dyplom przysługiwał żołnierzom i weteranom, którzy odsłużyli cały kontrakt (25 lat w jednostkach lądowych i 26 lub 27 we flocie, choć do początków II wieku w praktyce wielu żołnierzy auxilii służyło o wiele dłużej). Z biegiem lat zmieniała się także nieznacznie formuła samego edyktu cesarskiego, którą dodatkowo często dostosowywano do konkretnej sytuacji.
Około roku 99 n.e. nastąpiła unifikacja treści dyplomów dla armii i floty, przyznawanych wcześniej osobnymi edyktami i dotychczas różniących się pod względem słownictwa. Późniejsze edykty cesarskie najczęściej wymieniają w jednym dokumencie zarówno jednostki lądowe, jak i prowincjonalne floty. Jedynie dla jednostek stacjonujących w Italii zachowano zwyczaj wydawania edyktów dla każdej jednostki z osobna.

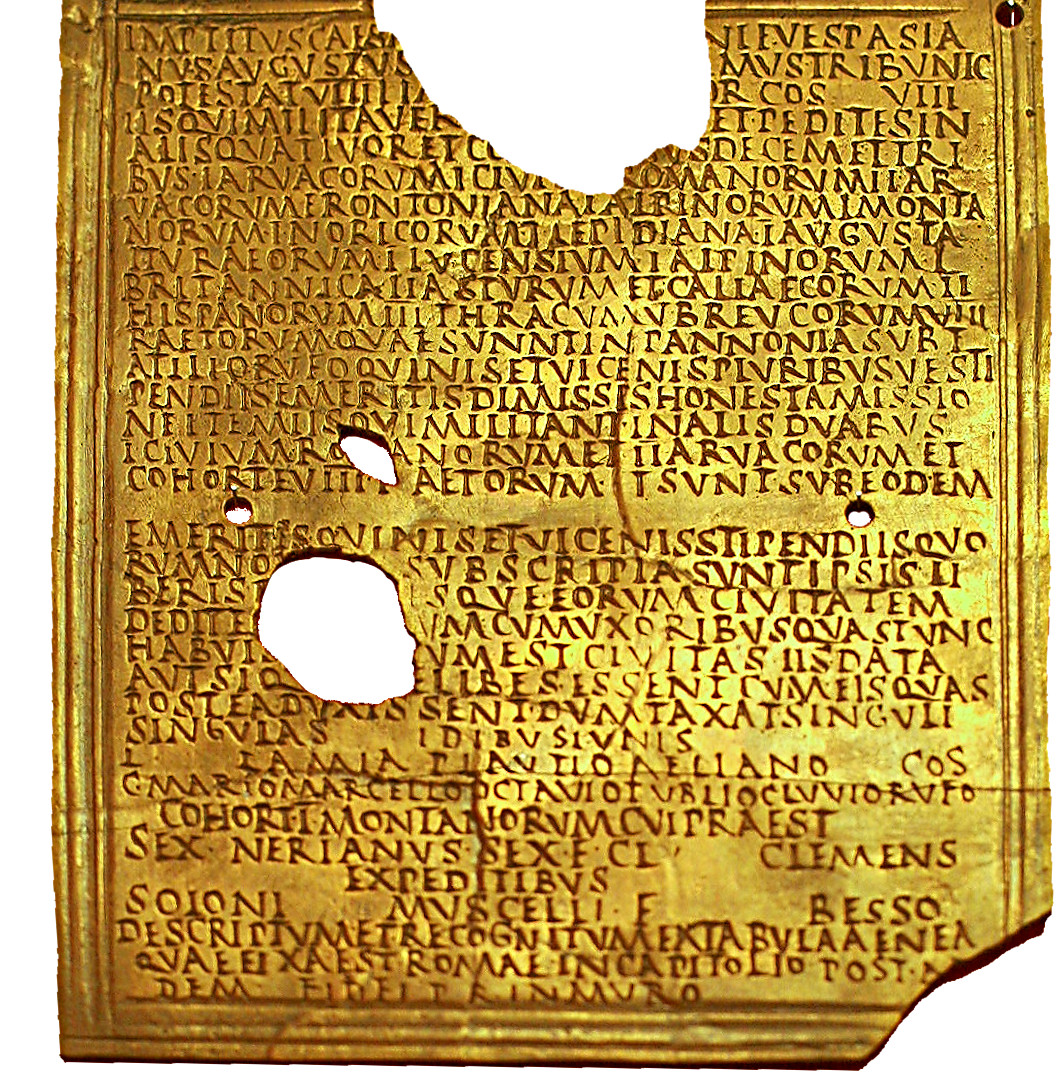
Awers dyplomu z 13 czerwca 80 roku n.e. wystawionego pieszemu Soionusowi Muscelli z Bessów

Poza samymi prawami obywatelskimi żołnierzowi przyznawano najczęściej także prawo do conubium, czyli zawarcia związku małżeńskiego, także z osobą spoza grona obywateli (ale tylko jedną i tylko raz; łac. conubium cum uxoribus quas tunc habuissent). Choć oficjalnie zwykli żołnierze w owym czasie nie mogli zawierać małżeństw, w praktyce wielu z nich tworzyło trwałe związki w miejscu stacjonowania ich jednostek. Dlatego wiele zachowanych dyplomów wojskowych nie tylko przyznaje conubium, ale także legalizuje zawarte już małżeństwa i przyznaje prawa obu małżonkom i ich potomstwu. Znany jest też jeden przypadek dyplomu nie wspominającego o żonie ani dzieciach, ale przyznającego obywatelstwo rodzeństwu i rodzicom żołnierza. Około roku 140 prawo zmieniono i jedynie dzieci urodzone po przyznaniu ojcu obywatelstwa stawały się obywatelami, jednak już w 197 Septymiusz Sewer prawdopodobnie zniósł zakaz zawierania małżeństw przez wojskowych, a wkrótce potem obywatelstwo rozszerzono na wszystkich mieszkańców imperium.
Nadanie obywatelstwa wiązało się ze skomplikowaną procedurą prawną. Dowódca jednostki sporządzał listę żołnierzy zwalnianych z wojska lub zasługujących na obywatelstwo, którą wysyłał do gubernatora macierzystej prowincji danej jednostki. Ten zbierał wszystkie takie zgłoszenia ze wszystkich jednostek i wysyłał je do Rzymu, gdzie urzędnicy Aerarium przygotowywali projekt constitutio przyznającej obywatelstwo wszystkim weteranom z danej prowincji. Projekt trafiał do akceptacji cesarza, a następnie był ryty na brązowej tablicy wystawianej na widok publiczny obok pomnika Minerwy za świątynią boskiego Augusta w Rzymie. Na podstawie constitutio sporządzano brązowe kopie i wysyłano je do gubernatorów, którzy rozsyłali je do poszczególnych jednostek. Tam uroczyście wręczano je żołnierzom odchodzącym ze służby.
Przyznanie obywatelstwa nie było jednoznaczne ze zwolnieniem ze służby. Choć większość żołnierzy mogła liczyć na obywatelstwo dopiero po nadejściu ich honesta missio, to jest po upłynięciu 25 lub 26 lat służby, zdarzały się przypadki wcześniejszego przyznania dyplomu w uznaniu zasług wojennych, często przyznawane na polu bitwy lub podczas tryumfu, jak miało to miejsce w czasach republikańskich. Dowodem na jeden z nich jest dyplom wystawiony Brytowi Novanticusowi z Ratae (dzisiejsze Leicester w Anglii), który wiosną 98 roku n.e. wstąpił wraz z ok. tysiącem innych Celtów do nowo utworzonej przez cesarza Trajana kohorty lekkiej piechoty Cohors I Brittonum. Wraz z nią Novanticus wyruszył trzy lata później do Dacji, gdzie wziął udział w zakrojonej na ogromną skalę inwazji tej krainy przez stutysięczną armię rzymską. Jednostka Novanticusa odznaczyła się takim męstwem w boju, że w roku 106 cesarz przyznał prawa obywatelskie wszystkim jej żołnierzom. W cztery lata po ujarzmieniu Daków, 10 sierpnia 110 roku wystawiono dyplom wojskowy na nazwisko Novaticusa, choć do końca jego służby pozostało jeszcze 13 lat. Sam Novanticus został zwolniony z wojska przed osiągnięciem pełni praw weterana (łac. ante emerita stipendia), przyjął nomen gentilicium cesarza Trajana i jako Marcus Ulpius Novanticus powrócił na Wyspy Brytyjskie. Jego dokument znajduje się w zbiorach British Museum. Zachował się również dyplom jednego z towarzyszy broni Novanticusa, Marka Ulpiusza Longinusa (łac. Marcus Ulpius Longinus), który najwyraźniej otrzymał obywatelstwo w tym samym czasie, ale dosłużył do końca 25 lat służby i odszedł z niej z pełnymi prawami weterana (łac. cum emerita stipendia). Jego dyplom potwierdza nie tylko nabycie praw obywatela i weterana (jak w przypadku Novanticusa), ale także prawa do conubium, czyli zawarcia małżeństwa z obywatelką Rzymu. Podobnie żołnierze utworzonych z jednostek floty legionów I i II Classica uzyskali obywatelstwo i zwolnienie z wojska wkrótce po zakończeniu kryzysu związanego z rokiem czterech cesarzy, na długo przed upływem terminu służby. Zdarzały się również edykty cesarskie (i powiązane z nimi dyplomy) przyznające za jednym zamachem obywatelstwo zarówno żołnierzom, którzy ukończyli okres służby, jak i tym, którzy zasłużyli się w boju i zostali z niej zwolnieni przed czasem.
Około połowy II wieku n.e. polityka romanizacji peryferyjnych prowincji cesarstwa zaczęła przynosić efekty: coraz więcej synów weteranów auxilii zaczęło wstępować do wojska, zarówno do legionów, jak i do jednostek, w których służyli wcześniej ich ojcowie. Skutkiem tego około roku 140 treść standardowego edyktu cesarskiego zmieniono, by uwzględnić przyznanie obywatelstwa „tym, którzy go jeszcze nie posiadają”. W tym czasie również coraz częściej dzieci weteranów lub żołnierzy służby czynnej otrzymywały obywatelstwo w chwili wstąpienia do armii, niektóre z nich podawały nawet castra jako miejsce urodzenia. W połowie II wieku ponad połowa żołnierzy auxilii była już obywatelami, podobnie jak ich towarzysze broni z legionów.
Graham Webster ocenia, że dzięki tradycji nagradzania obywatelstwem weteranów i ich rodzin Rzymowi przybywało 10, 20, a nawet 30 tysięcy obywateli każdego roku. W czasach ich funkcjonowania przyznano prawdopodobnie setki tysięcy dyplomów wojskowych, drugie tyle oryginałów przechowywano w Rzymie. Jednak do naszych czasów zachowało się ich zaledwie ok. tysiąca, w tym zaledwie jeden fragment prawdopodobnie należący do oryginału eksponowanego w stolicy imperium. Reszta to kopie wręczane żołnierzom, znajdowane głównie w peryferyjnych prowincjach cesarstwa, dokąd udawali się po odbyciu służby. Najwięcej osobnych edyktów cesarskich i odpowiadających im tablic znaleziono w prowincjach, gdzie w czasach antycznych stacjonowało najwięcej wojsk i dokąd też udawało się najwięcej weteranów po zakończeniu służby: w Mezji Górnej i Dolnej, Panonii Górnej i Dolnej, Recji, Brytanii, Dacji Górnej i Mauretanii Tangierskiej. O wiele mniej edyktów przypada na spokojniejsze prowincje, gdzie stacjonowało mniej wojska, jak Tracja czy Sardynia. Stosunkowo dobrze poznany jest obieg dyplomów w Egipcie, gdzie każda osoba chcąca przeprowadzić się z jednego nomu do innego musiała wylegitymować się odpowiednimi dokumentami przed urzędnikami prefekta i uzyskać pozwolenie w postaci tzw. epikrisis (stgr. ἐπίκρισις). Wśród takich osób weterani posiadający dyplom wojskowy stanowili znaczącą grupę.
Analiza częstotliwości występowania poszczególnych cesarzy w treści edyktów cytowanych na dyplomach znanych współczesnej nauce wskazuje stopniowy wzrost ich produkcji od czasów Wespazjana (35 znanych w 2006 edyktów), przez rządy Domicjana (65), Trajana (113), Hadriana (180) aż po szczyt za czasów Antoninusa Piusa (248 constitutiones wzmiankowanych w znalezionych dyplomach). Edyktów sygnowanych przez jego następców, Marka Aurelego i Lucjusza Werusa znamy już tylko 44, tych opatrzonych imieniem Kommodusa – 24. Następnie stopniowo maleje (z wyjątkiem czasów Aleksandra Sewera, którego 64 edykty dotrwały do czasów dzisiejszych) aż do ostatnich znanych dyplomów podpisanych przez cesarzy w czasach III tetrarchii (306–308 n.e.).
Dla historyków nie jest jasne z czego wynika relatywnie niewielka liczba znajdowanych dyplomów wojskowych, a także nagły spadek ich produkcji. Werner Eck, David MacDonald i Andreas Pangerl sugerują, że możliwym wyjaśnieniem jest fakt, że brąz był stosunkowo cennym metalem, zwłaszcza w niespokojnym wieku III, więc większość dyplomów – w tym tablice z Rzymu – mogła zwyczajnie trafić do przetopienia jeszcze za życia oryginalnych właścicieli lub wkrótce potem. Możliwe też, że żołnierze musieli dodatkowo zapłacić za ich wystawienie, przez co wielu weteranów nie decydowało się na ich zakup. Inna teoria głosi, że przyznanie dyplomu wymagało dodatkowych kwalifikacji poza zakończeniem ćwierćwiecznej służby, co oznaczałoby, że w praktyce grupa osób którym przysługiwały diplomata była o wiele mniejsza. Dodatkowym czynnikiem wpływającym na znaczący spadek występowania dyplomów wystawionych po czasach Antoninusa Piusa mógł być zamęt wynikający z tzw. kryzysu wieku III – wojny i epidemie mogły znacząco ograniczyć liczbę żołnierzy dożywających końca służby.
Zagadką pozostaje również fakt, że choć w jednostkach auxilii żołnierze piesi przeważali nad kawalerzystami w stosunku przynajmniej 8:5, wśród znalezionych dyplomów proporcje są odwrotne. Margaret Roxan przypuszcza, że dyplomy były wydawane odpłatnie na wniosek zainteresowanego, a nie automatycznie, a konni dysponowali większymi dochodami z żołdu i udziału w łupach – i częściej przeznaczali je na pamiątki dla potomności, jak dyplomy czy bogato zdobione nagrobki.

### Po 212 n.e.
W roku 212 Constitutio Antoniniana przyznała obywatelstwo rzymskie wszystkim wolnym mieszkańcom imperium, tym samym czyniąc wystawianie nowych dokumentów dla większości weteranów niepotrzebnym. Mimo tego jeszcze do końca III wieku n.e. wystawiano dyplomy weteranom jednostek floty, Gwardii Pretoriańskiej i cohortes urbanae, zapewne głównie jako potwierdzenie prawa do zawarcia małżeństwa. Ostatecznie w czasach tetrarchii dyplomy w oryginalnej formie praktycznie zanikły.

Mimo tego do późnego antyku przetrwał zwyczaj wystawiania podobnych dyplomów wszystkim weteranom, niezależnie od formacji w której służyli, jako potwierdzenie ich honesta missio, honorowego zwolnienia ze służby, a więc także nabycia wszystkich przywilejów przysługujących weteranom. Dokumenty te nazywane były w źródłach starożytnych epistolae (listy), testimonia lub testimoniales (świadectwa), w literaturze pojawia się również termin tabulae honestae missionis. Początkowo wystawiano je jedynie sporadycznie, głównie w Egipcie. Ich masowe wprowadzenie w całym imperium przypada na czasy Dioklecjana, na pewno przed 311 rokiem n.e.